# Marie-Louise Gigout-Boëllmann
Marie-Louise Boëllmann, dite Marie-Louise Boëllmann-Gigout, née à Paris (17e arrondissement) le 18 juin 1891 et morte à Zurich (Suisse) le 31 juillet 1977, est une organiste, professeur d'orgue et de piano française.

## Biographie
Elle était la fille de Léon Boëllmann, la petite fille de Gustave Lefèvre, l'arrière-petite-fille de Louis Niedermeyer, la petite-nièce d'Eugène Gigout.
Durant la Seconde Guerre mondiale, elle fonde avec Claude Delvincourt l'orchestre des cadets du conservatoire, afin de soustraire ceux-ci au STO.
Elle fut la professeure, entre autres, de :
- Alain de Chambure
- Pierre Brousseau.
- Andy Emler, pianiste de jazz

Par disposition testamentaire, elle lègue une partie de sa fortune à la ville de Strasbourg, afin que celle-ci organise un concours d'orgue portant son nom.

## Généalogie
```
Louis Niedermeyer
 
Abraham Louis, Baron de Niedermeyer d'Altenbourg
 (1802-1861) 
Directeur de l'École Niedermeyer (1802-1861)  
x  Jeanne Suzanne Charlotte des Vignes de Givrins (1803-)
│                           
│
├──> Suzanne Louise Eulalie de Niedermeyer d'Altenbourg (1832-1897)
│    x  
Gustave Lefèvre
 (1831-1910) 
│    │  Directeur de l'École Niedermeyer (1865-1910)
│    │
│    ├──> Louise Lefèvre (1866-1898)
│    │    x 
Léon Boëllmann
(1862-1897)
│    │    │
│    │    ├──> 
Marie-Louise Gigout-Boëllmann
 (1891-1977)
│    │    │    Organiste et professeur
│    │    │
│    │    ├──> Jean Boëllmann
│    │    │    ├──> Jean Boëllmann
│    │    │
│    │    ├──> Jeanne Boëllmann
│    │     
│    ├──> Marguerite Victoire Lefèvre (1867-1942)
│    │    Administrateur de l'École Niedermeyer
│    │    x  Henri Heurtel (1852-1928)
│    │    │  Directeur de l'École Niedermeyer (1910-1928) avec 
Albert Périlhou
 (jusqu'en 1914) puis Busser
│    │    │
│    │    ├──> Hélène Heurtel (1898-)
│    │    │    x Louis Crombé
│    │    │    │
│    │    │    ├──> Suzanne Crombé
│    │    │
│    │    ├──> Madeleine Heurtel (1899-1971)
│    │    │    Organiste Notre-Dame de Versailles
│    │    │    x Raymond Petit (1904-1992)
│    │    │    │
│    │    │    ├──> Geneviève Petit
│    │    │    ├──> Jacques Petit
│    │    │
│    │    ├──> Henriette Heurtel (1900-1975)
│    │    │    Organiste Saint-Louis de Garches
│    │    │
│    │    ├──> 
Henri Heurtel
 (1900-1981) 
│    │    │    Organiste Basilique Saint-Denis (1936-1977) et Saint-Aspais de Melun (1925-1936)
│    │    │
│    │    ├──> Sonia Heurtel (1903-)
│    │    │
│    │    ├──> Gaston Heurtel (1904-)
│    │    │    Directeur de l'École Niedermeyer (1928-1939) avec 
Henri Busser

│    │    │
│    │    ├──> Marie Heurtel (1905-1986) 
│    │    │    Organiste Saint-Aspais de Melun (1936-1981) 
│    │    │
│    │    ├──> Marguerite Heurtel (1907-1963)
│    │         x ... ?
│    │
│    │
│    ├──> Louis Gustave Henri Lefèvre (1868-1946)
│    │    x Eugénie Césarine Brisson(1862-1897)
│    │    │
│    │    ├──> Victor Lefèvre
│    │
│    ├──> Eulalie Eugénie Cécile Lefèvre (1869-1892)
│    ├──> Mathilde Lefèvre (1871-1892)
│
├──> Caroline Mathilde de Niedermeyer d'Altenbourg (1836-1904)
│    x 
Eugène Gigout
 (1844-1925)
│    adoptent leur neveu 
Léon Boëllmann

│
├──> Louis Alfred de Niedermeyer d'Altenbourg (1838-1904)
     Directeur de l'École Niedermeyer (1861-1865)
     x Jeanne Marie Catherine Soret de Boisbrunet (1831-1910)
     │
     ├──> Jeanne Marie Thérèse Armande de Niedermeyer d'Altenbourg (1883-1976)
     │    x le comte Ferdinand du Port de Pontcharra(1878-1978)
     │    dont postérité
     │  
     ├──> Marie Madeleine Jacqueline de Niedermeyer d'Altenbourg (1885-1961)
          x Fernand Mandosse(1880-1964)
          dont postérité
```